# Blakeley (Alabama)
Pour les articles homonymes, voir Blakeley.
Blakeley est une ville fantôme du comté de Baldwin (Alabama).
Elle fait partie de l'aire micropolitaine de Daphne–Fairhope–Foley.

## Géographie
Elle se trouve à une altitude moyenne de 14 mètres.

## Histoire
La ville fut colonisée par Josiah Blakeley et d'autres Néo-Anglais en 1814. Le Blakeley Sun, publié et imprimé dans la ville, fut l'un des premiers journaux du comté.
Le territoire du Mississippi accorda à Barkeley sa charte en 1814, puis elle l'obtint de nouveau du territoire de l'Alabama en 1818. Au début des années 1920 elle le fut une dernière fois par l'État d'Alabama. C'est lors de ces années que Barkeley connut son apogée puisque sa population s'élevait à 4 000 habitants, soit, à l'époque, plus que la ville de Mobile. La ville accueillit le premier tribunal du comté de Baldwin.
Dès les années 1930, la population de Blakeley se déplaça vers Mobile notamment à cause de la spéculation immobilière mais aussi par les épidémies de fièvres.
Les années de la guerre de Sécession connurent un regain d'activité et la ville devint Fort Blakely (ainsi orthographié) dans lequel se trouvaient 4 000 soldats. Après 1965, la population de Blakeley déclina et elle devint une ville fantôme.
Le 25 juin 1974, elle fut enregistrée au Registre national des lieux historiques.
En 1981, le Historic Blakeley State Park fut créé.

## Sources

## Compléments